# Rekarne tingslag

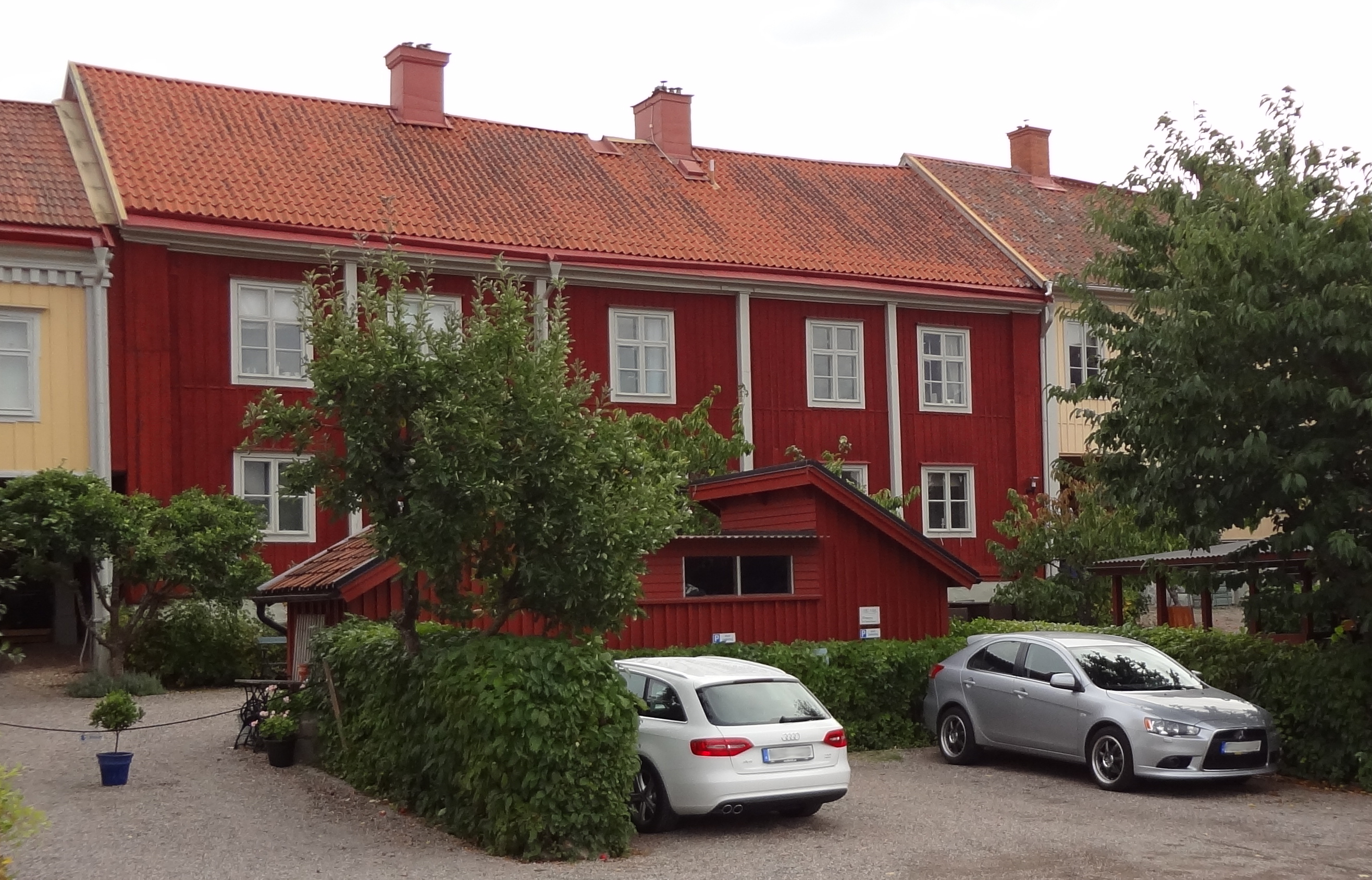
tingshuset vid köpmangatan före 1886

Rekarne tingslag var ett tingslag i Södermanlands län och Livgedingets domsaga, bildat den 1 januari 1881 (enligt beslut den 19 september 1879) genom sammanslagning av Västerrekarne tingslag och Österrekarne tingslag.
Tingslaget upplöstes den 1 januari 1948 (enligt beslut den 10 juli 1947) då det slogs ihop med Åkers och Selebo tingslag för att bilda Livgedingets domsagas tingslag.

## Ingående områden
Tingslaget omfattade häraderna Västerrekarne och Österrekarne. Den 1 januari 1946 (enligt beslut den 1 juni 1945) upphörde Torshälla stads rådhusrätt och staden lades under tingslaget och Livgedingets domsaga.